# Barafundle Bay
Barafundle Bay är en vik i Storbritannien. Den ligger i den södra delen av landet, 300 km väster om huvudstaden London.